# 最上和子
最上 和子（もがみ かずこ）は、日本の舞踏家。「原初舞踏」を提唱し、「身体」の探求と模索を行う。バルハラ稽古場主宰。押井守は実弟。

## 活動
- 立教大学で学び、OL、国立武蔵療養所の看護師を経て40歳より創作舞踊を始める[2][3]。

- 2001年「砂の惑星」（舞踏、テルプシコール）
- 2002年-2003年「プネウマ」シリーズ（舞踏、アートスペース・ゲント）
- 2003年「アナバシス」（舞踏、ストライプハウスギャラリー）
- 2005年 『アイオーン』（舞踏、愛知万博公開、演出・押井守、音楽・川井憲次）
- 2006年7月 「Double ドゥーブル　分身」（舞踏、ストライプハウスギャラリー、人形制作・井桁裕子））
- 2007年 『夢のロボット舞踏会』（舞踏、国立科学博物館『大ロボット博プレミアムナイト』で公開、総合演出・押井守、太鼓演奏・茂戸藤浩司）
- 2008年4月「コズミック・シャワー第一部ヒース・荒地の姉妹」（舞踏、アート・スペース・ゲント）
- 2008年11月「コズミックシャワー第二部ピエタ・彼岸なる水の惑星」（舞踏、自由学園明日館）

## 著書
- 『人間の体は美しい』(美学文芸誌『エステティーク vol.1』寄稿)[4]
- 『私の身体史』(Kindle版)
- 『身体のリアル』（押井守 共著）、KADOKAWA（角川書店）、2017年 ISBN 9784047345652